# Лудіння

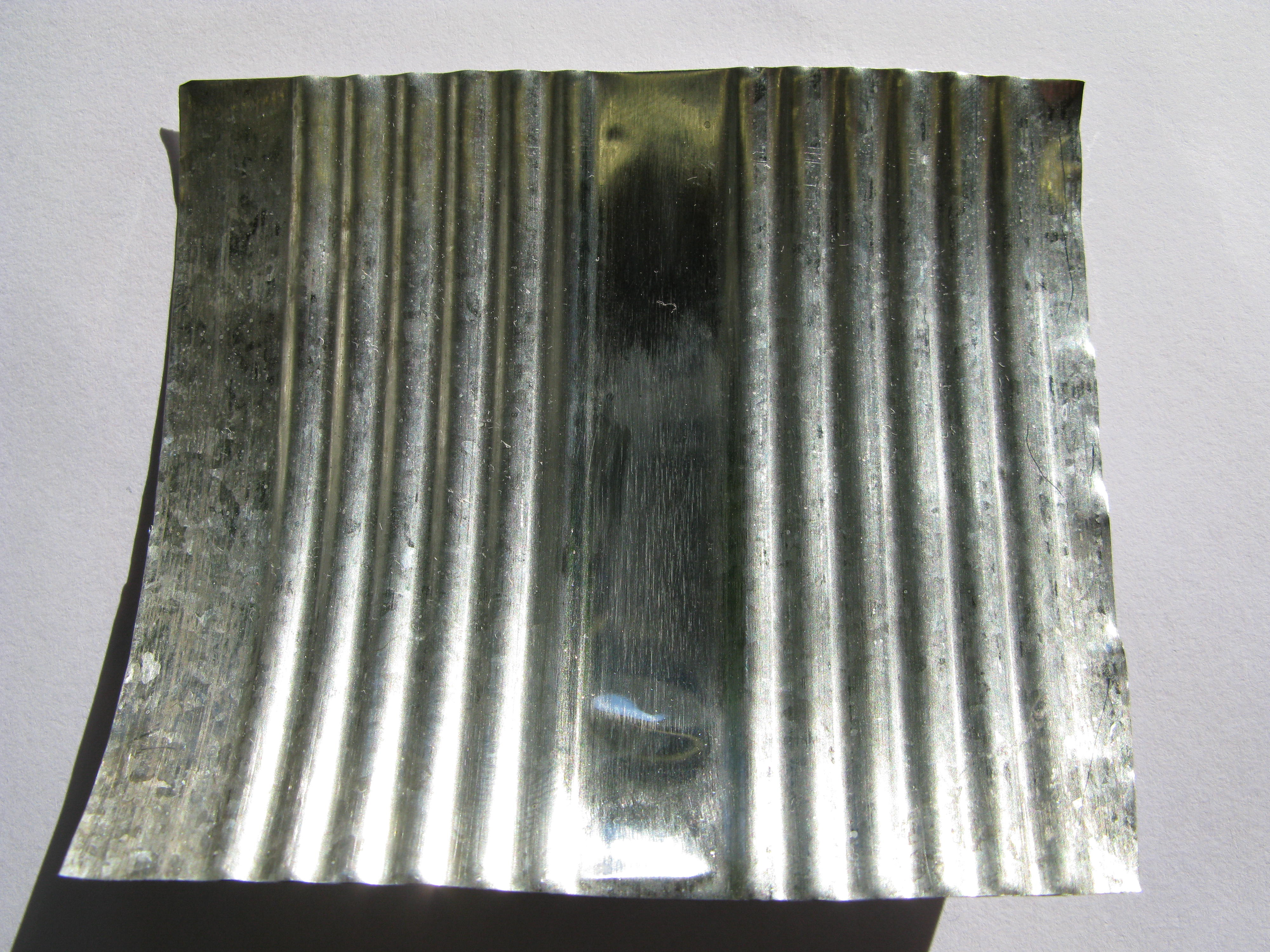
Луджена поверхня сталевого листа

Луді́ння (лу́дження) — покриття металевих предметів (переважно, сталевих і мідних) шаром олова методом напилювання, електролізу або зануренням у розплавлене олово; захищає від корозії.
Знімання окисної плівки з поверхні за допомогою відновників (пр., камфори при лудженні міді).
Лудіння на поверхні заготовки може проводитись також шляхом змочування розплавленим припоєм поверхні та подальшої його кристалізації.
Металевий шар на поверхні основного матеріалу, утворений лудінням носить назву полуда. Товщина такого покриття становить 0,2…10 мкм.

## Матеріали для лудіння
Для лудіння використовують олово або сплав на олов'яній основі. З метою економії до олова для лудіння додається свинець — звичайний сплав для полуди складається з 5 частин олова і 3 частин свинцю. Доданий до складу полуди вісмут (близько 5 %) додає їй блиску і разом з тим знижує температуру плавлення. Для лудіння харчового посуду домішки свинцю чи отруйних солей не допускаються. Додавання нікелю і заліза робить полуду твердішою, а нікель додає блиск.

## Методи лудіння
Нанесення полуди на поверхню виробу можуть здійснювати шляхом:
- газотермічного напилення (металізації);
- електролітичного осадження (гальванічним шляхом);

Осадження олова застосовується в гальванотехніці значно рідше, ніж інші види покриттів. Електролітичне лудіння проводиться в кислих і в лужних електролітах. В лужних електролітах олово знаходиться у вигляді чотирьохвалентного, в кислих електролітах — у вигляді двовалентного.
- занурення у розплав припою або розтирання припою по поверхні виробу.

Полуда добре лягає лише на абсолютно чисті металеві вироби, поверхню яких перед лудінням необхідно ретельно очистити. Для лудіння чавунного або мідного посуду його спочатку протравляють слабким розчином кислоти, потім прогрівають до температури плавлення олова, натирають нашатирним спиртом, наливають в посуд розплавлене олово і розтирають.
Для покриття сталевих листів в олово додають цинк.

## Застосування
Лудіння виконується для захисту металу від корозії або для підготовки до паяння (луджена поверхня краще змочується припоєм).
- Лудіння широко застосовується у виробництві готових металевих виробів, що використовуються в радіотехнічній, електротехнічній, авіаційній та інших галузях промисловості. Воно використовується також для захисту мідних проводів від дії на них сірки в процесі вулканізації; для герметизації згвинчуваних різьбових з'єднань.[3]
- Лудінню піддають вироби, що йдуть для приготування та зберігання їжі (каструлі, відра, тази, молочні бідони, консервні банки, пастеризаційні апарати, частини сепараторів тощо).

Стійкість олова до дії органічних кислот і нешкідливість його з'єднань для організму людини дозволяють застосовувати олов'яні покриття в харчовій промисловості. В основному його застосовують у спеціальних випадках: при лудженні заліза для консервної тари; захист від корозії господарських предметів, призначених для виготовлення і зберігання харчових продуктів (котлів для варіння їжі, молочних бідонів, чайників, каструль, м'ясорубок і ін.)
- Операція лудіння є підготовчою операцією перед заливкою підшипників бабітом, перед паянням виробів та виготовленням виробів з фальцевими швами.